# Philemon corniculatus
Philemon corniculatus là một loài chim trong họ Meliphagidae.